# كفر عسكر (المنوفية)
كفر عسكر إحدى قرى مركز تلا التابع لمحافظة المنوفية بجمهورية مصر العربية.

## السكان
بلغ عدد سكان كفر عسكر 3,485 نسمة، منهم 1،737 رجل و1،748 إمرأة، حسب الإحصاء الرسمي لعام 2006.